# Seathwaite (Borrowdale)
Koordinaten: 54° 30′ N, 3° 11′ W

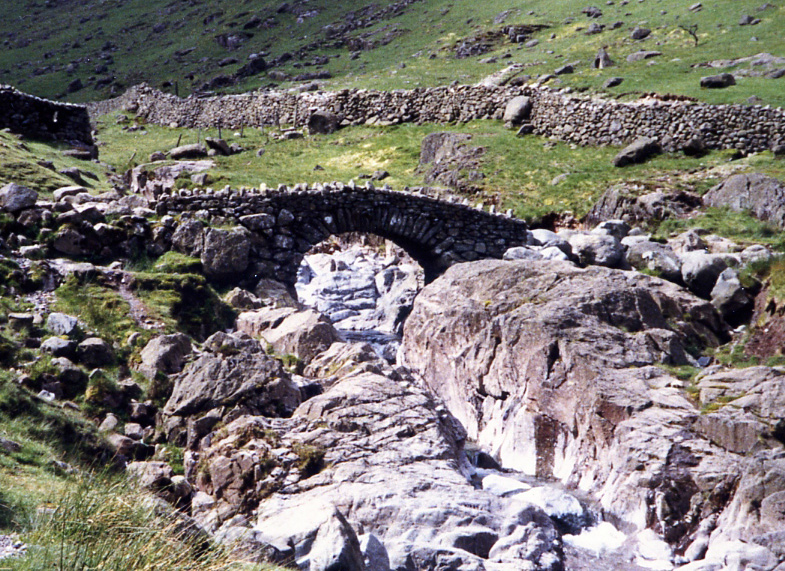
Stockley Bridge bei Seathwaite

Seathwaite ist ein Weiler im Tal und der civil parish Borrowdale im Lake District, Cumbria, England. Die Siedlung liegt etwa 13 km südlich von Keswick und ist über eine kleine Straße von Seatoller am Honister Pass zuereichen.
Der River Derwent entsteht oberhalb von Seathwaite aus dem Zusammenfluss von Styhead Gill und Grains Gill am Glaramara.
Mit einer durchschnittlichen Regenmenge von 3552 mm pro Jahr gilt der Ort als der regenreichste bewohnte Ort Großbritanniens.

## Nachweise
1. ↑  Seathwaite (Borrowdale) auf The Cumbrian Directory. (englisch)